# Mazlum Koc

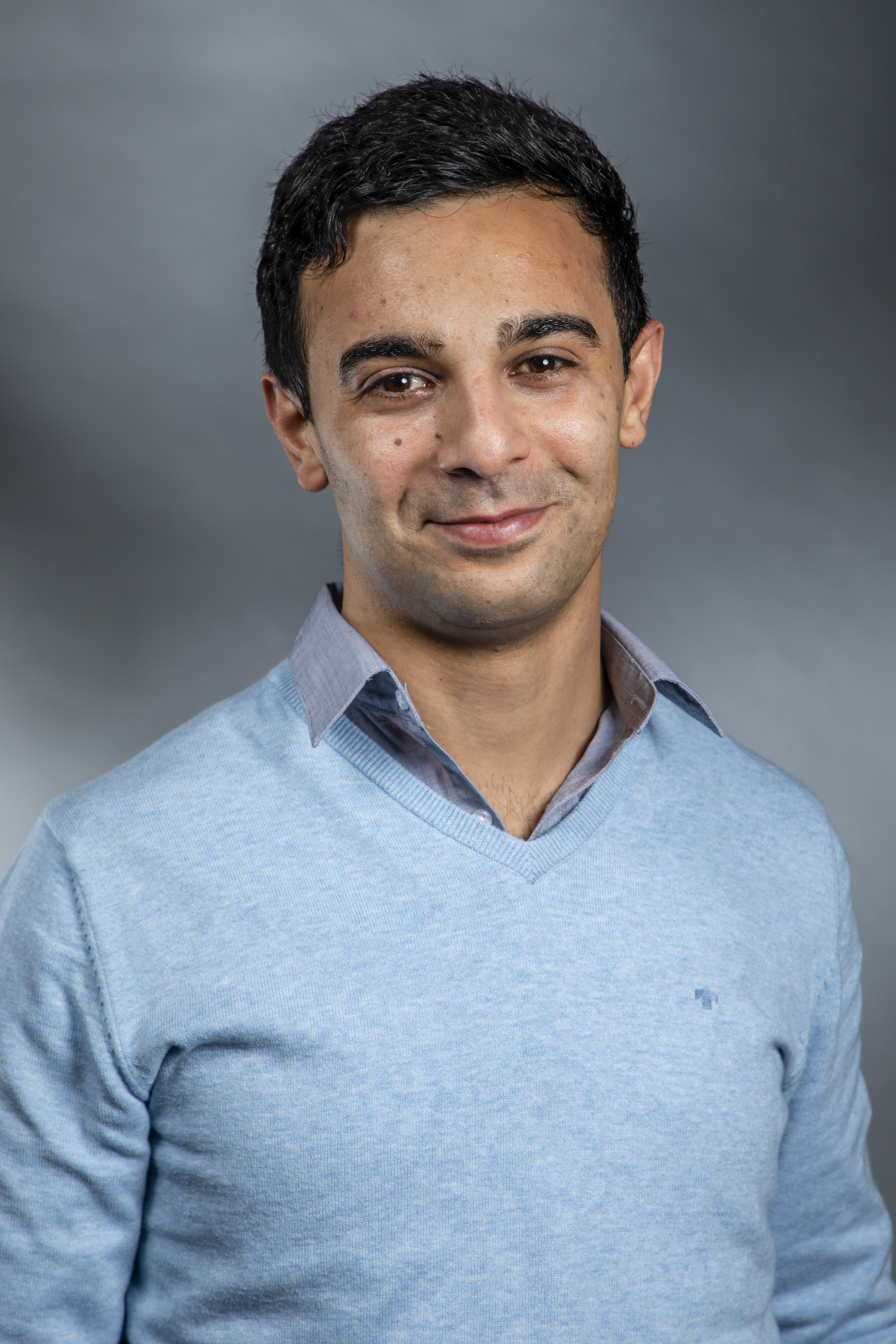
Mazlum Koc (2019)

Mazlum Koc (* 28. Juli 1989 in Şişli, Provinz Istanbul) ist ein deutscher Politiker der Partei Die Linke. Er war von 2019 bis 2023 Mitglied der Bremischen Bürgerschaft.

## Biografie

### Ausbildung und Beruf
Koc studiert an der Hochschule Bremen. Er war bis August 2019 Mitglied im Beirat Woltmershausen. Trotz des hinteren Listenplatzes 18 rückte er im August 2019 in das ruhende Mandat von Wirtschaftssenatorin Vogt in die Bremische Bürgerschaft nach, da er das viertbeste Personenstimmenergebnis seiner Partei im Wahlbereich Bremen erzielen konnte. Koc wurde von seiner Fraktion jedoch in kein Parlamentsgremium entsandt und stand auch kein einziges Mal für seine Fraktion am Redepult der Bürgerschaft. Laut Presseberichten handelt es sich hierbei um eine Strafe dafür, dass Koc im Wahlkampf gegen parteiinterne Fairplay-Regeln verstoßen haben soll. Bei der Bürgerschaftswahl in Bremen 2023 erhielt er kein Mandat mehr und schied aus der Bürgerschaft aus.
Er wohnt in Bremen-Woltmershausen.

### Weitere Mitgliedschaften
- Mitbegründer des Bundesarbeitskreises Demokratie in der Türkei

- Flüchtlingsbetreuer bei AWO Bremen gewesen - Ehemals Mitglied von AWO Bremen